# Los Madriles
La expresión «los Madriles» es una forma popular de referirse a la villa de Madrid, la capital de España, sobre todo en lo que respecta a su característica más castiza.  Se trata de un topónimo de «uso dialectal, social y afectivo» similar al término «los Carabancheles».
El escritor Benito Pérez Galdós utilizó el término en muchos de sus escritos, sobre todo en sus Episodios nacionales.
«Los Madriles» también puede referirse a la pedanía adherida al municipio de Calasparra, en el sur de España.

## Origen
Aunque después se desdijo de su propia teoría, el arabista Jaime Oliver Asín afirmó en 1959 que el término se refería a las dos poblaciones, musulmana y cristiana, que vivían en la época andalusí en los actuales cerros de la Almudena y las Vistillas, separadas por un arroyo que discurría por la actual calle de Segovia. Es en esa época en la cual se hace una primera mención de مجريط (Maǧrīṭ), que dio en castellano antiguo Magerit (Madrid).

## Usos del término
Ejemplos del uso del término se encuentran en las siguientes obras:
- en la novela Doña Perfecta (1876), de Benito Pérez Galdós[5]
- en la novela Marianela (1878), de Benito Pérez Galdós[6]
- en la obra musical Los madriles: pasatiempo cómico-lírico en dos actos y diez cuadros (1878) de Miguel Ramos Carrión y Mariano Pina Domínguez[7]
- en la revista ilustrada Los Madriles (1888-1890)[8]
- en Los madriles (1896), del poeta José López Silva, con prólogo de Jacinto Octavio Picón[9]
- en la novela Misericordia (1897), de Benito Pérez Galdós[10]

- en la novela Bodas reales (1900), uno de los Episodios nacionales, de Benito Pérez Galdos[11]
- en la novela Amadeo I (1910), uno de los Episodios nacionales, de Benito Pérez Galdós[12]
- en la obra La musa de los Madriles (poesías madrileñas) (1914), de Antonio Casero, con prólogo de Benito Pérez Galdós[13][14]
- en La maja de los madriles: humorada en un acto y tres cuadros (1915) de Antonio Fernández Lepina y Antonio Plañiol[15]
- en La casa de la Troya (1915) de Alejandro Pérez Lugín[16]
- «Amanecer madrileño: "Toma y das a los madriles"», uno de los números musicales del sainete lírico La eterna canción (1945) de Luis Fernández de Sevilla y Pablo Sorozábal
- la serie de xilografías titulada «Los Madriles» (1961) del artista madrileño Lucio Muñoz[17]
- en Madrid y los Madriles (1974), de Antonio Díaz-Cañabate,[18] cronista oficial de la Villa de Madrid[19]
- como título de la exposición inaugural de la Cineteca Matadero (2011)[20]
- En José María Somoano en los comienzos del Opus Dei (1995), José Miguel Cejas señala los distintos «madriles»: «un Madrid aristocrático y elegante»; «un Madrid histórico» de «Austrias y Borbones»; «... y varios madriles populares y bullangueros...»[21]